# Nozomi Okuhara

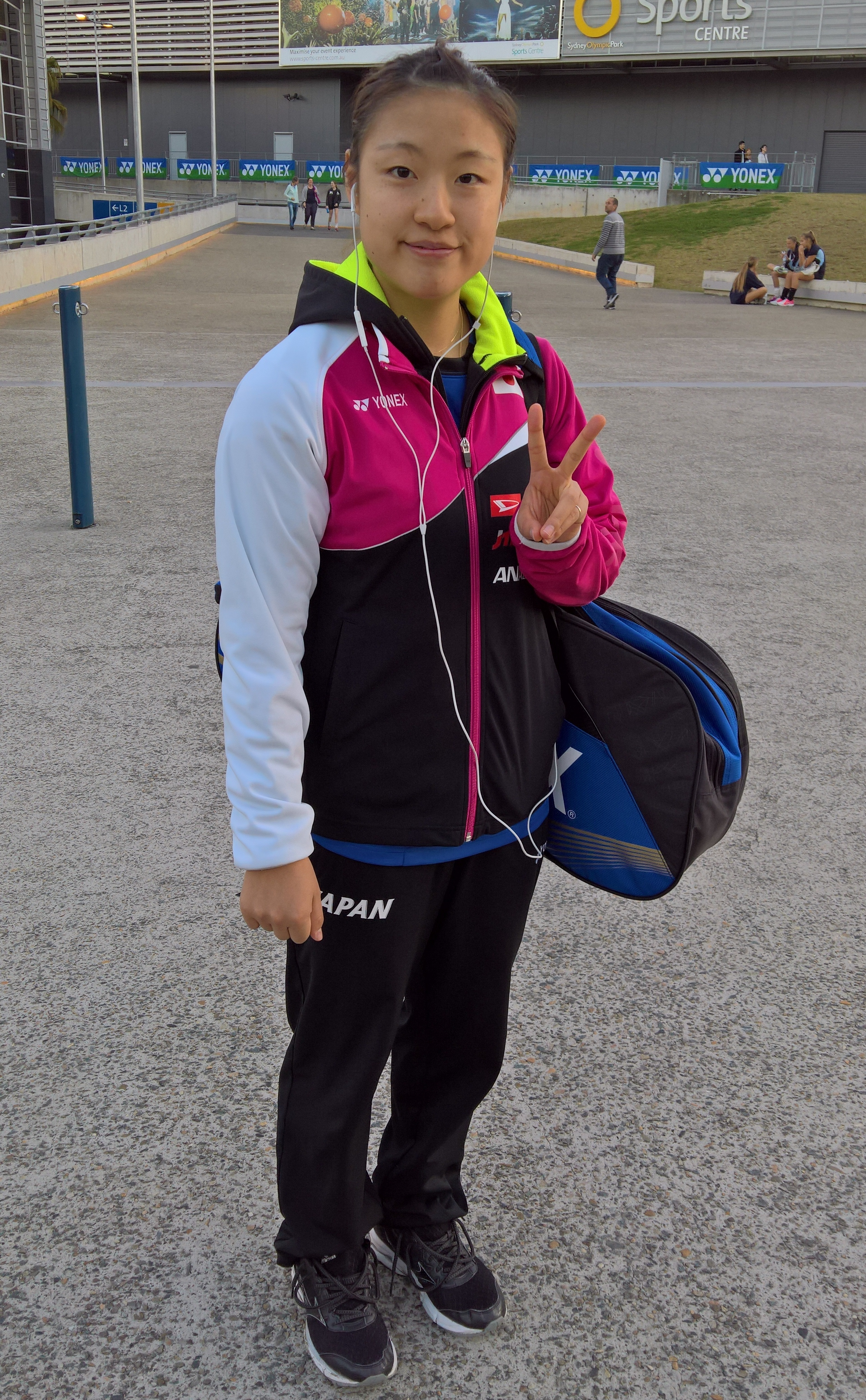
Nozomi Okuhara, 2017

Nozomi Okuhara (jap. 奥原 希望, Okuhara Nozomi; * 13. März 1995 in Ōmachi, Präfektur Nagano) ist eine japanische Badmintonspielerin.

## Karriere
Okuhara stammt aus der Präfektur Nagano und spielt seit ihrer Grundschulzeit Badminton, damals im Team Ōmachi Kids. Ihren ersten Erfolg hatte sie in der 6. Klasse, wo sie als Vertreterin der Präfektur Nagano für die Klassenstufe 5/6 zu den ABC-Grundschulmeisterschaften geschickt wurde und dort den 2. Platz im Einzel erreichte.
Während ihrer Zeit an der Nishinadai-Mittelschule in Ōmachi wurde sie 2008 Meisterin bei den Juniorenmeisterschaften in der Kategorie der Neulinge und ein Jahr später in der regulären Kategorie Zweite. Danach besuchte sie die Oberschule Ōmiya-Higashi in Saitama und erreichte bei den Inter-High-Oberschulmeisterschaften (高校総体, kōkō sōtai) 2010 den 3. Platz im Einzel und bei den Juniorenmeisterschaften wie auch 2011 erneut den Meistertitel.
Nozomi Okuhara gewann im Februar 2011, noch nicht einmal 16 Jahre alt, mit den Austrian International ihr erstes großes internationales Turnier. Ihr erstes Grand-Prix-Halbfinale erreichte sie vier Monate später bei den Canada Open. Bei der Japan Super Series 2011 wurde sie Neunte. Bei der Juniorenweltmeisterschaft 2011 gewann sie Bronze im Dameneinzel, ein Jahr später war sie Juniorenweltmeisterin. Ihr bisher größter Erfolg ist der Gewinn des Weltmeistertitels 2017 im Endspiel gegen P. V. Sindhu, das sie in drei Sätzen gewann.

## Sportliche Erfolge
| Saison | Veranstaltung                          | Disziplin   | Platz |
| ------ | -------------------------------------- | ----------- | ----- |
| 2011   | Austrian International                 | Dameneinzel | 1     |
| 2011   | Canada Open                            | Dameneinzel | 3     |
| 2011   | Japan Open                             | Dameneinzel | 9     |
| 2011   | Juniorenweltmeisterschaft              | Dameneinzel | 3     |
| 2012   | Juniorenweltmeisterschaft              | Dameneinzel | 1     |
| 2014   | Vietnam Open                           | Dameneinzel | 1     |
| 2014   | New Zealand Open                       | Dameneinzel | 1     |
| 2015   | Chinese International 2015             | Dameneinzel | 1     |
| 2016   | Olympische Sommerspiele                | Dameneinzel | 3     |
| 2017   | Weltmeisterschaft                      | Dameneinzel | 1     |
| 2019   | Japanische Badmintonmeisterschaft 2019 | Dameneinzel | 1     |
| 2020   | Japanische Badmintonmeisterschaft 2020 | Dameneinzel | 1     |
| 2021   | Japanische Badmintonmeisterschaft 2021 | Dameneinzel | 1     |